# 弗兰切斯卡·波梅里
弗兰切斯卡·波梅里（義大利語：Francesca Pomeri，1993年2月18日—），意大利女子水球运动员。她曾代表意大利国家队参加2016年夏季奥林匹克运动会水球比赛，结果获得一枚银牌。